# Maurice Jarre
Maurice Jarre (født 13. september 1924, død 28. marts 2009) var en fransk komponist, der først og fremmest var kendt som filmkomponist. Han vandt tre Oscars for musikken til Lawrence of Arabia, Doktor Zhivago og Vejen til Indien, og derudover skrev han musik til film som Døde poeters klub og Ghost.
Han var far til Jean Michel Jarre, der er en kendt komponist inden for elektronisk musik, og til Kevin Jarre, der er manuskriptforfatter.

## Filmografi

### Film
| År   | Titel                                                 | INstruktør                               | Noter                                               |
| ---- | ----------------------------------------------------- | ---------------------------------------- | --------------------------------------------------- |
| 1957 | Burning Fuse                                          | Henri Decoin                             | Komponeret med Louis Gasté & Philippe Gérard        |
| 1958 | Head Against the Wall                                 | Georges Franju                           |                                                     |
| 1959 | Les Dragueurs                                         | Jean-Pierre Mocky                        |                                                     |
| 1959 | Beast at Bay                                          | Pierre Chenal                            |                                                     |
| 1959 | Stars at Noon                                         | Jacques Ertaud Marcel Ichac              |                                                     |
| 1959 | Vous n'avez rien à déclarer?                          | Clément Duhour                           |                                                     |
| 1959 | Eyes Without a Face                                   | Georges Franju                           |                                                     |
| 1960 | La main chaude                                        | Gérard Oury                              |                                                     |
| 1960 | Lovers on a Tightrope                                 | Jean-Charles Dudrumet                    |                                                     |
| 1960 | Crack in the Mirror                                   | Richard Fleischer                        |                                                     |
| 1960 | Recourse in Grace                                     | László Benedek                           |                                                     |
| 1961 | The President                                         | Henri Verneuil                           |                                                     |
| 1961 | Spotlight on a Murderer                               | Georges Franju                           |                                                     |
| 1961 | The Big Gamble                                        | Richard Fleischer                        |                                                     |
| 1961 | Three Faces of Sin                                    | François Villiers                        |                                                     |
| 1961 | Famous Love Affairs                                   | Michel Boisrond                          |                                                     |
| 1962 | Les oliviers de la justice                            | James Blue                               |                                                     |
| 1962 | Sun in Your Eyes                                      | Jacques Bourdon                          |                                                     |
| 1962 | Thérèse Desqueyroux                                   | Georges Franju                           |                                                     |
| 1962 | The Longest Day                                       | Ken Annakin Andrew Marton Bernhard Wicki |                                                     |
| 1962 | Sundays and Cybele                                    | Serge Bourguignon                        |                                                     |
| 1962 | L'oiseau de paradis                                   | Marcel Camus                             |                                                     |
| 1962 | Lawrence of Arabia                                    | David Lean                               |                                                     |
| 1962 | To Die in Madrid                                      | Frédéric Rossif                          |                                                     |
| 1963 | A King Without Distraction                            | François Leterrier                       |                                                     |
| 1963 | Judex                                                 | Georges Franju                           |                                                     |
| 1964 | Mort, où est ta victoire?                             | Hervé Bromberger                         |                                                     |
| 1964 | Behold a Pale Horse                                   | Fred Zinnemann                           |                                                     |
| 1964 | The Train                                             | John Frankenheimer                       |                                                     |
| 1964 | Weekend at Dunkirk                                    | Henri Verneuil                           |                                                     |
| 1965 | The Collector                                         | William Wyler                            |                                                     |
| 1965 | Doctor Zhivago                                        | David Lean                               |                                                     |
| 1966 | The Professionals                                     | Richard Brooks                           |                                                     |
| 1966 | Is Paris Burning?                                     | René Clément                             |                                                     |
| 1966 | Gambit                                                | Ronald Neame                             |                                                     |
| 1966 | Grand Prix                                            | John Frankenheimer                       |                                                     |
| 1967 | The Night of the Generals                             | Anatole Litvak                           |                                                     |
| 1967 | The 25th Hour                                         | Henri Verneuil                           | Composed with Georges Delerue                       |
| 1968 | Villa Rides                                           | Buzz Kulik                               |                                                     |
| 1968 | 5 Card Stud                                           | Henry Hathaway                           |                                                     |
| 1968 | The Fixer                                             | John Frankenheimer                       |                                                     |
| 1968 | Isadora                                               | Karel Reisz                              |                                                     |
| 1969 | The Extraordinary Seaman                              | John Frankenheimer                       |                                                     |
| 1969 | The Damned                                            | Luchino Visconti                         |                                                     |
| 1969 | Topaz                                                 | Alfred Hitchcock                         |                                                     |
| 1970 | The Only Game in Town                                 | George Stevens                           |                                                     |
| 1970 | El Condor                                             | John Guillermin                          |                                                     |
| 1970 | Ryan's Daughter                                       | David Lean                               |                                                     |
| 1971 | Plaza Suite                                           | Arthur Hiller                            |                                                     |
| 1971 | Red Sun                                               | Terence Young                            |                                                     |
| 1971 | A Season in Hell                                      | Nelo Risi                                |                                                     |
| 1972 | Pope Joan                                             | Michael Anderson                         |                                                     |
| 1972 | The Life and Times of Judge Roy Bean                  | John Huston                              |                                                     |
| 1972 | The Effect of Gamma Rays on Man-in-the-Moon Marigolds | Paul Newman                              |                                                     |
| 1973 | Ash Wednesday                                         | Larry Peerce                             |                                                     |
| 1973 | The Mackintosh Man                                    | John Huston                              |                                                     |
| 1974 | The Island at the Top of the World                    | Robert Stevenson                         |                                                     |
| 1975 | Mandingo                                              | Richard Fleischer                        | Composed with Muddy Waters                          |
| 1975 | Posse                                                 | Kirk Douglas                             |                                                     |
| 1975 | The Man Who Would Be King                             | John Huston                              |                                                     |
| 1975 | Mr. Sycamore                                          | Pancho Kohner                            |                                                     |
| 1976 | Shout at the Devil                                    | Peter R. Hunt                            |                                                     |
| 1976 | The Last Tycoon                                       | Elia Kazan                               |                                                     |
| 1976 | The Message                                           | Moustapha Akkad                          |                                                     |
| 1977 | The Prince and the Pauper                             | Richard Fleischer                        |                                                     |
| 1977 | March or Die                                          | Dick Richards                            |                                                     |
| 1978 | Like a Turtle on Its Back                             | Luc Béraud                               |                                                     |
| 1978 | Two Solitudes                                         | Lionel Chetwynd                          |                                                     |
| 1979 | The Tin Drum                                          | Volker Schlöndorff                       |                                                     |
| 1979 | Winter Kills                                          | William Richert                          |                                                     |
| 1979 | The Magician of Lublin                                | Menahem Golan                            |                                                     |
| 1980 | The American Success Company                          | William Richert                          |                                                     |
| 1980 | The Black Marble                                      | Harold Becker                            |                                                     |
| 1980 | The Last Flight of Noah's Ark                         | Charles Jarrott                          |                                                     |
| 1980 | Resurrection                                          | Daniel Petrie                            |                                                     |
| 1981 | Lion of the Desert                                    | Moustapha Akkad                          |                                                     |
| 1981 | Chu Chu and the Philly Flash                          | David Lowell Rich                        | Composed with Pete Rugolo                           |
| 1981 | Circle of Deceit                                      | Volker Schlöndorff                       |                                                     |
| 1981 | Taps                                                  | Harold Becker                            |                                                     |
| 1982 | Don't Cry, It's Only Thunder                          | Peter Werner                             |                                                     |
| 1982 | Firefox                                               | Clint Eastwood                           |                                                     |
| 1982 | Young Doctors in Love                                 | Garry Marshall                           |                                                     |
| 1982 | The Year of Living Dangerously                        | Peter Weir                               |                                                     |
| 1983 | For Those I Loved                                     | Robert Enrico                            |                                                     |
| 1984 | Top Secret!                                           | Jim Abrahams David Zucker Jerry Zucker   |                                                     |
| 1984 | Dreamscape                                            | Joseph Ruben                             |                                                     |
| 1984 | A Passage to India                                    | David Lean                               |                                                     |
| 1985 | Witness                                               | Peter Weir                               |                                                     |
| 1985 | Mad Max Beyond Thunderdome                            | George Miller George Ogilvie             | Themes by Brian May                                 |
| 1985 | The Bride                                             | Franc Roddam                             |                                                     |
| 1985 | Enemy Mine                                            | Wolfgang Petersen                        |                                                     |
| 1986 | Tai-Pan                                               | Daryl Duke                               |                                                     |
| 1986 | The Mosquito Coast                                    | Peter Weir                               |                                                     |
| 1986 | Solarbabies                                           | Alan Johnson                             |                                                     |
| 1987 | Tokyo Blackout                                        | Toshio Masuda                            |                                                     |
| 1987 | No Way Out                                            | Roger Donaldson                          |                                                     |
| 1987 | Julia and Julia                                       | Peter Del Monte                          |                                                     |
| 1987 | Gaby: A True Story                                    | Luis Mandoki                             |                                                     |
| 1987 | Fatal Attraction                                      | Adrian Lyne                              |                                                     |
| 1987 | Distant Thunder                                       | Rick Rosenthal                           |                                                     |
| 1987 | Wildfire                                              | Zalman King                              |                                                     |
| 1987 | Moon over Parador                                     | Paul Mazursky                            |                                                     |
| 1987 | Gorillas in the Mist                                  | Michael Apted                            |                                                     |
| 1987 | Le palanquin des larmes                               | Jacques Dorfmann                         |                                                     |
| 1987 | Cocktail                                              | Roger Donaldson                          | Rejected score; Replaced by J. Peter Robinson       |
| 1989 | Chances Are                                           | Emile Ardolino                           |                                                     |
| 1989 | Dead Poets Society                                    | Peter Weir                               |                                                     |
| 1989 | Prancer                                               | John D. Hancock                          |                                                     |
| 1989 | Enemies, A Love Story                                 | Paul Mazursky                            |                                                     |
| 1990 | Solar Crisis                                          | Richard C. Sarafian                      |                                                     |
| 1990 | Ghost                                                 | Jerry Zucker                             |                                                     |
| 1990 | Jacob's Ladder                                        | Adrian Lyne                              |                                                     |
| 1990 | Almost an Angel                                       | John Cornell                             |                                                     |
| 1991 | Only the Lonely                                       | Chris Columbus                           |                                                     |
| 1991 | Fires Within                                          | Gillian Armstrong                        |                                                     |
| 1992 | The Setting Sun                                       | Rou Tomono                               |                                                     |
| 1992 | School Ties                                           | Robert Mandel                            |                                                     |
| 1992 | Shadow of the Wolf                                    | Jacques Dorfmann Pierre Magny            |                                                     |
| 1993 | Mr. Jones                                             | Mike Figgis                              |                                                     |
| 1993 | Fearless                                              | Peter Weir                               |                                                     |
| 1994 | The River Wild                                        | Curtis Hanson                            | Rejected score; Replaced by Jerry Goldsmith         |
| 1995 | A Walk in the Clouds                                  | Alfonso Arau                             |                                                     |
| 1996 | The Sunchaser                                         | Michael Cimino                           |                                                     |
| 1996 | White Squall                                          | Ridley Scott                             | Rejected score; Replaced by Jeff Rona & Hans Zimmer |
| 1997 | Day and Night                                         | Bernard-Henri Lévy                       |                                                     |
| 1999 | Sunshine                                              | István Szabó                             |                                                     |
| 2000 | I Dreamed of Africa                                   | Hugh Hudson                              |                                                     |

### Tv
| År   | Titel                       | Noter                  |
| ---- | --------------------------- | ---------------------- |
| 1974 | Great Expectations          | Television film        |
| 1975 | The Silence                 | Television film        |
| 1977 | Jesus of Nazareth           | Miniseries             |
| 1978 | Ishi: The Last of His Tribe | Television film        |
| 1978 | The Users                   | Television film        |
| 1978 | Mourning Becomes Electra    | Television film        |
| 1980 | Shōgun                      | Miniseries; 5 episodes |
| 1980 | Enola Gay                   | Television film        |
| 1982 | Coming Out of the Ice       | Television film        |
| 1984 | Samson and Delilah          | Television film        |
| 1986 | Apology                     | Television film        |
| 1988 | The Murder of Mary Phagan   | Miniseries; 2 episodes |
| 2001 | Uprising                    | Television film        |

## Priser og nomineringer
- Lawrence af Arabien (1962), Oscar for bedste musik
- Doktor Zhivago (1965), Oscar for bedste musik og Grammy Award for bedste soundtrack
- Vejen til Indien (1984), Oscar for bedste musik
- Døde poeters klub (1989), BAFTA Award for bedste musik
- A Walk in the Clouds (1995), Golden Globe Award for bedste musik